# Мінор матриці
Мінором {\displaystyle \ k}-го порядку матриці {\displaystyle \ A} називається визначник, утворений елементами матриці на перетині {\displaystyle \ k} стовпців та {\displaystyle \ k} рядків.

## Формальне означення
Нехай {\displaystyle \ A=(a_{ij})} — матриця розміру {\displaystyle \ m\times n}, в якій вибрано довільні {\displaystyle \ k} {\displaystyle (k\leqslant n,k\leqslant m)}
- рядків з номерами {\displaystyle \ i_{1}<i_{2}<\ldots <i_{k}} та
- стовпців з номерами {\displaystyle \ j_{1}<j_{2}<\ldots <j_{k}.}

Елементи, що знаходяться на перетині обраних рядків та стовпців утворюють квадратну матрицю порядку {\displaystyle \ k}.
Визначник матриці, яка одержується з {\displaystyle \ A} викреслюванням всіх рядків та стовпців, окрім вибраних, називається мінором {\displaystyle \ k}-го порядку, розташованим в рядках з номерами {\displaystyle \ i_{1},i_{2},\ldots ,i_{k}} та стовпцях з номерами {\displaystyle \ j_{1},j_{2},\ldots ,j_{k}}.
{\displaystyle M_{j_{1},\ldots ,j_{k}}^{i_{1},\ldots ,i_{k}}=\det {\begin{pmatrix}a_{i_{1}j_{1}}&a_{i_{1}j_{2}}&\ldots &a_{i_{1}j_{k}}\\\vdots &\vdots &\ddots &\vdots \\a_{i_{k}j_{1}}&a_{i_{k}j_{2}}&\ldots &a_{i_{k}j_{k}}\end{pmatrix}}.}
Якщо{\displaystyle \ A} є квадратною матрицею, визначник матриці, яка одержується викреслюванням тільки вибраних рядків та стовпців з матриці{\displaystyle \ A} називається доповнювальним мінором до мінору {\displaystyle A_{j_{1},\ldots ,j_{k}}^{i_{1},\ldots ,i_{k}}}
{\displaystyle {\overline {M}}_{\,j_{1},\ldots ,j_{k}}^{\,i_{1},\ldots ,i_{k}}=\det {\begin{pmatrix}a_{i_{k+1}j_{k+1}}&a_{i_{k+1}j_{k+2}}&\ldots &a_{i_{k+1}j_{n}}\\\vdots &\vdots &\ddots &\vdots \\a_{i_{n}j_{k+1}}&a_{i_{n}j_{k+2}}&\ldots &a_{i_{n}j_{n}}\end{pmatrix}},}
де {\displaystyle \ i_{k+1}<\ldots <i_{n}} та {\displaystyle \ j_{k+1}<\ldots <j_{n}} — номери не вибраних рядків і стовпців.

### Пов'язані означення
- Мінором {\displaystyle \ M_{ij}} елемента {\displaystyle \ a_{ij}} квадратної матриці {\displaystyle \ A} порядку {\displaystyle \ n} називається визначник (n-1) порядку, який одержуємо з визначника {\displaystyle \ |A|} n-го порядку шляхом викреслювання і-го рядка та j-го стовпця, на перетині яких знаходиться елемент {\displaystyle \ a_{ij}.}

- Нехай {\displaystyle \ \Delta _{k}} — деякий мінор порядку {\displaystyle \ k} матриці {\displaystyle \ A}. Мінор порядку {\displaystyle \ k+1} матриці називається оточуючим для мінора {\displaystyle \ \Delta _{k}}, якщо його матриця містить в собі матрицю мінору {\displaystyle \ \Delta _{k}}. Таким чином, оточуючий мінор для мінора {\displaystyle \ \Delta _{k}} можна одержати дописуючи до нього один рядок і один стовпчик.

- Базисним мінором ненульової матриці {\displaystyle A} (існує ненульовий елемент) називається мінор, який не дорівнює нулю, а всі його оточуючі мінори дорівнюють нулю, або їх не існує. Доведення існування базисного мінора: утворимо мінор з єдиного ненульового елемента і будемо рекурсивно шукати ненульові оточуючі мінори аж до найбільшого. В загальному випадку в матриці може існувати багато базисних мінорів. Розмір базисного мінора матриці називається рангом матриці.
- Для {\displaystyle \ m\times n}-матриці {\displaystyle A} мінори виду {\displaystyle M_{i_{1},\ldots ,i_{k}}^{i_{1},\ldots ,i_{k}}}, де{\displaystyle \ i_{1}<i_{2}<\ldots <i_{k}} і {\displaystyle (k\leqslant n,k\leqslant m)}  називаються головними мінорами. Тобто для цих мінорів обираються однакові номери для рядків і стовпців. Головні мінори переважно розглядають для квадратних матриць.

## Приклади
- Розглянемо матрицю {\displaystyle A} розміру {\displaystyle \ m\times n}:

{\displaystyle A={\begin{pmatrix}a_{11}&a_{12}&a_{13}&\cdots &a_{1n}\\a_{21}&a_{22}&a_{23}&\cdots &a_{2n}\\a_{31}&a_{32}&a_{33}&\cdots &a_{3n}\\\vdots &\vdots &\vdots &\ddots &\vdots \\a_{m1}&a_{m2}&a_{m2}&\cdots &a_{mn}\end{pmatrix}},\qquad M_{2,3}^{1,2}={\begin{array}{|cc|}a_{12}&a_{13}\\a_{22}&a_{23}\\\end{array}}} — мінор 2-го порядку.
Загалом для цієї матриці є {\displaystyle {C_{m}^{2}}{C_{n}^{2}}} мінорів другого порядку.
- Мінор {\displaystyle \ M_{23}} квадратної матриці {\displaystyle \ A} — визначник матриці, отриманий шляхом викреслювання рядка 2 та стовпчика 3:

{\displaystyle A={\begin{pmatrix}\,\,\,1&4&7\,\\\,\,\,3&0&5\,\\-1&9&\!11\,\\\end{pmatrix}},\qquad M_{23}={\begin{vmatrix}\,\,1&4&\Box \,\\\,\Box &\Box &\Box \,\\-1&9&\Box \,\\\end{vmatrix}}} {\displaystyle \longrightarrow } {\displaystyle {\begin{vmatrix}\,\,\,1&4\,\\-1&9\,\\\end{vmatrix}}=\left(9-\left(-4\right)\right)=13.}

## Властивості
- Для матриці {\displaystyle A} розміру {\displaystyle \ m\times n} існує {\displaystyle {C_{m}^{k}}\cdot {C_{n}^{k}}} різних мінорів порядку {\displaystyle \ k}, де {\displaystyle (k\leqslant n,k\leqslant m)}.

- Теорема Лапласа. Нехай {\displaystyle \ A=(a_{ij})} — квадратна матриця розміру {\displaystyle \ n\times n,} в якій вибрано довільні {\displaystyle \ k} рядків. Тоді визначник матриці {\displaystyle \ A} рівний сумі всіляких добутків мінорів {\displaystyle \ k}-го порядку, розташованих в цих рядках, на їх алгебраїчні доповнення.

{\displaystyle \det A=\sum _{j_{1}<\ldots <j_{k}}M_{j_{1},\ldots ,j_{k}}^{i_{1},\ldots ,i_{k}}A_{j_{1},\ldots ,j_{k}}^{i_{1},\ldots ,i_{k}},}
де підсумовування ведеться по всіх номерах стовпців {\displaystyle \ j_{1},\ldots ,j_{k}.} Число мінорів, по яких береться сума в теоремі Лапласа, рівне числу способів вибрати {\displaystyle k} стовпців з {\displaystyle n}, тобто біноміальному коефіцієнту {\displaystyle \textstyle {n \choose k}}.
Оскільки рядки і стовпці матриці рівносильні щодо властивостей визначника, теорему Лапласа можна сформулювати і для стовпців матриці.
- Теорема про базисний мінор

1. Рядки ненульової матриці {\displaystyle \ A} на яких будується її базисний мінор {\displaystyle \ \Delta _{r}} є лінійно незалежними.
2. Всі інші рядки матриці лінійно виражаються через них.

- Нехай {\displaystyle A} є матрицею розміру {\displaystyle \ m\times n}, {\displaystyle B} є матрицею розміру {\displaystyle \ n\times p} і {\displaystyle C=AB} є їх добутком. Позначатимемо {\displaystyle _{A}M,\ _{B}M,\ _{C}M} мінори відповідних матриць. Тоді для мінора {\displaystyle _{C}M_{j_{1},\ldots ,j_{k}}^{i_{1},\ldots ,i_{k}}} де {\displaystyle k\leqslant p,k\leqslant m} і {\displaystyle \ i_{1}<i_{2}<\ldots <i_{k}} є номерами рядків, а {\displaystyle \ j_{1}<j_{2}<\ldots <j_{k}}  — номерами стовпців, якщо {\displaystyle k>n,} то {\displaystyle _{C}M_{j_{1},\ldots ,j_{k}}^{i_{1},\ldots ,i_{k}}=0.} В іншому випадку цей мінор одержується через мінори матриць {\displaystyle \ A} і {\displaystyle B} за допомогою формули:
{\displaystyle _{C}M_{j_{1},\ldots ,j_{k}}^{i_{1},\ldots ,i_{k}}=\sum _{1\leqslant l_{1}<\ldots <l_{k}\leqslant n}\ _{A}M_{l_{1},\ldots ,l_{k}}^{i_{1},\ldots ,i_{k}}\cdot \ _{B}M_{j_{1},\ldots ,j_{k}}^{l_{1},\ldots ,l_{k}}.}
Дана формула є узагальненням формули Біне  —  Коші.
- Із попереднього узагальнення формули Біне  —  Коші випливає, що сума головних мінорів однакового порядку матриць {\displaystyle AB} і {\displaystyle BA} є однаково.
- Характеристичний многочлен {\displaystyle \ p_{A}(\lambda )=\det(A-I_{n}\lambda )} квадратної матриці {\displaystyle A} можна записати як {\displaystyle p_{A}(\lambda )=\lambda ^{n}+\sum _{i=1}^{n}(-1)^{i}m_{i}(A)\lambda ^{n-i}}, де {\displaystyle m_{i}(A)} позначає суму головних мінорів порядку {\displaystyle i} матриці {\displaystyle A.} Як наслідок суми головних мінорів однакового порядку двох подібних матриць є рівними. Зокрема єдиним головним мінором максимального порядку є визначник, а сума головних мінорів порядку 1 називається слідом матриці.